# Paul Frankl

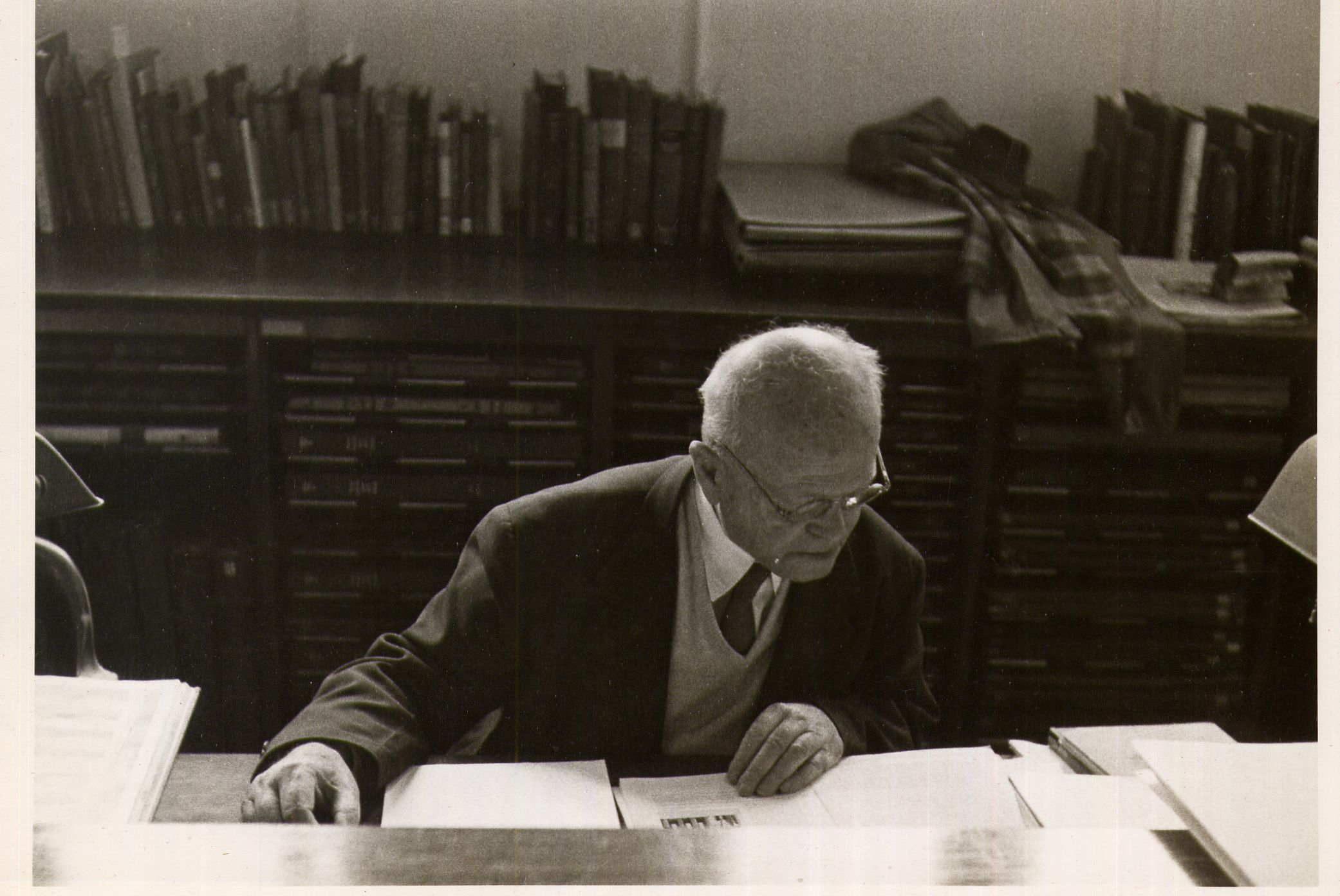
Paul Frankl (1958)

Paul Frankl (geboren 2. Januar 1878 in Prag, Österreich-Ungarn; gestorben 22. April 1962 in Princeton) war ein deutscher Kunsthistoriker.

## Leben
Paul Frankl nahm zunächst ein Studium der Baukunst auf, ab 1907 studierte er an der Universität München Kunstgeschichte. Im Jahr 1910 wurde er bei Heinrich Wölfflin promoviert. Von 1914 bis 1921 war er an der Universität München angestellt. 1921 erfolgte die Ernennung zum Professor an der Universität Halle. Zu seinen akademischen Schülern zählen unter anderen Ludwig Grote, Hans Werner Schmidt und Gert von der Osten, vor allem aber Richard Krautheimer, der bei ihm im Jahr 1923 promoviert wurde. 1933 erfolgte die Entlassung und das Publikationsverbot aufgrund seiner jüdischen Abstammung. Der ebenfalls entlassene Maler und Lehrer an der hallischen Kunstgewerbeschule Charles Crodel setzte seinen Unterricht in der Privatwohnung von Frankl fort. 1938 emigrierte Frankl in die USA, wo er seit 1940 am Institute for Advanced Study in Princeton tätig war. Er ist der Bruder der österreichischen Frauenrechtlerin Olly Schwarz und der Vater des italienischen Architekten Wolfgang Frankl (1907–1994).
Frankl forschte vor allem zum Naumburger Dom und seiner Ausstattung, zu europäischer Baukunst des Mittelalters und der Renaissance und den Glasmalereien Straßburger Herkunft um Peter Hemmel von Andlau.
Im Deutschen Kunstarchiv im Germanischen Nationalmuseum in Nürnberg wird ein Teil seines schriftlichen Nachlasses aufbewahrt.

## Schriften (Auswahl)
- Die Renaissancearchitektur in Italien (= Aus Natur und Geisteswelt. 381). Teubner, Leipzig 1912.
- Der Ulmer Glasmaler Hans Wild. In: Jahrbuch der Preußischen Kunstsammlungen. Band 33, 1912, S. 31–78.
- Die Entwicklungsphasen der neueren Baukunst. Teubner, Leipzig/Berlin 1914. (Neuausgabe mit einem Nachwort von Jasper Cepl. Gebr. Mann, Berlin 1999, ISBN 3-7861-2270-9)
- Meinungen über Wesen und Herkunft der Gotik. In: Walter Timmling (Hrsg.): Kunstgeschichte und Kunstwissenschaft. (= Kleine Literaturführer. 6). Koehler & Volckmar, Leipzig 1923, S. 9–35.
- Das System der Kunstwissenschaft. Roher, Brünn/Leipzig 1938. (Neuausgabe mit einem Nachwort von Heinrich Dilly. Gebr. Mann, Berlin 1998, ISBN 3-7861-1993-7)
- The Secret of the Mediaeval Masons. In: The Art Bulletin. 27, 1, 1945, S. 44–60.
- Peter Hemmel, Glasmaler von Andlau. Deutscher Verein für Kunstwissenschaft, Berlin 1956.
- Der Glasmaler Theobald von Lixheim. In: Zeitschrift für Kunstwissenschaft. Band 11, 1957, S. 54–91.
- Die Glasmalereien der Wilhelmerkirche in Strassburg. Rekonstruktionen, Datierungen, Attributionen (= Studien zur deutschen Kunstgeschichte. 320). Baden-Baden 1960.
- Nachträge zu den Glasmalereien von Peter Hemmel. In: Zeitschrift für Kunstwissenschaft. Band 16, 1962, S. 201–222.
- The Gothic. Literary sources and interpretations through 8 centuries. [Engl. transl.: Priscilla Silz]. Übers. aus dem deutschen Manuskript. 3. Auflage. Princeton University Press, Princeton 1965.
- (Aus dem Nachlass) Zu Fragen des Stils. Hrsg. v. Ernst Ullmann. E. A. Seemann Verlag, Leipzig 1988, ISBN 3-363-00362-5.
- Gothic Architecture. Revised by Paul Crossley. Yale University Press, New Haven / London 2000, ISBN 0-300-08799-3.